# Třída Oriani
Třída Oriani byla třída meziválečných torpédoborců italského královského námořnictva. Celkem byly postaveny čtyři jednotky této třídy. Účastnily se druhé světové války. Tři z nich byly ve válce potopeny a čtvrtý byl předán Francii jako válečná kořist. Vyřazen byl roku 1954.

## Stavba
Tato třída úzce navazovala na předcházející třídu třída Maestrale. Hlavní odlišnost spočívala v silnější výzbroji a výkonnějším pohonném systému. Celkem byly postaveny čtyři jednotky této třídy, zařazené do služby roku 1937.
Jednotky třídy Oriani:
| Jméno             | Založení kýlu | Spuštěna | Vstup do služby | Osud                                                          |
| ----------------- | ------------- | -------- | --------------- | ------------------------------------------------------------- |
| Alfredo Oriani    | 1935          | 1936     | červenec 1937   | Po válce předán Francii, do roku 1954 sloužil jako D'Estaing. |
| Vittorio Alfieri  | 1936          | 1936     | prosinec 1937   | Dne 28. března 1941 byl potopen v bitvě u Matapanu.           |
| Giosuè Carducci   | 1936          | 1936     | listopad 1937   | Dne 28. března 1941 byl potopen v bitvě u Matapanu.           |
| Vincenzo Gioberti | 1936          | 1936     | říjen 1937      | Dne 9. srpna 1943 byl potopen britskou ponorkou HMS Simoom.   |

## Konstrukce

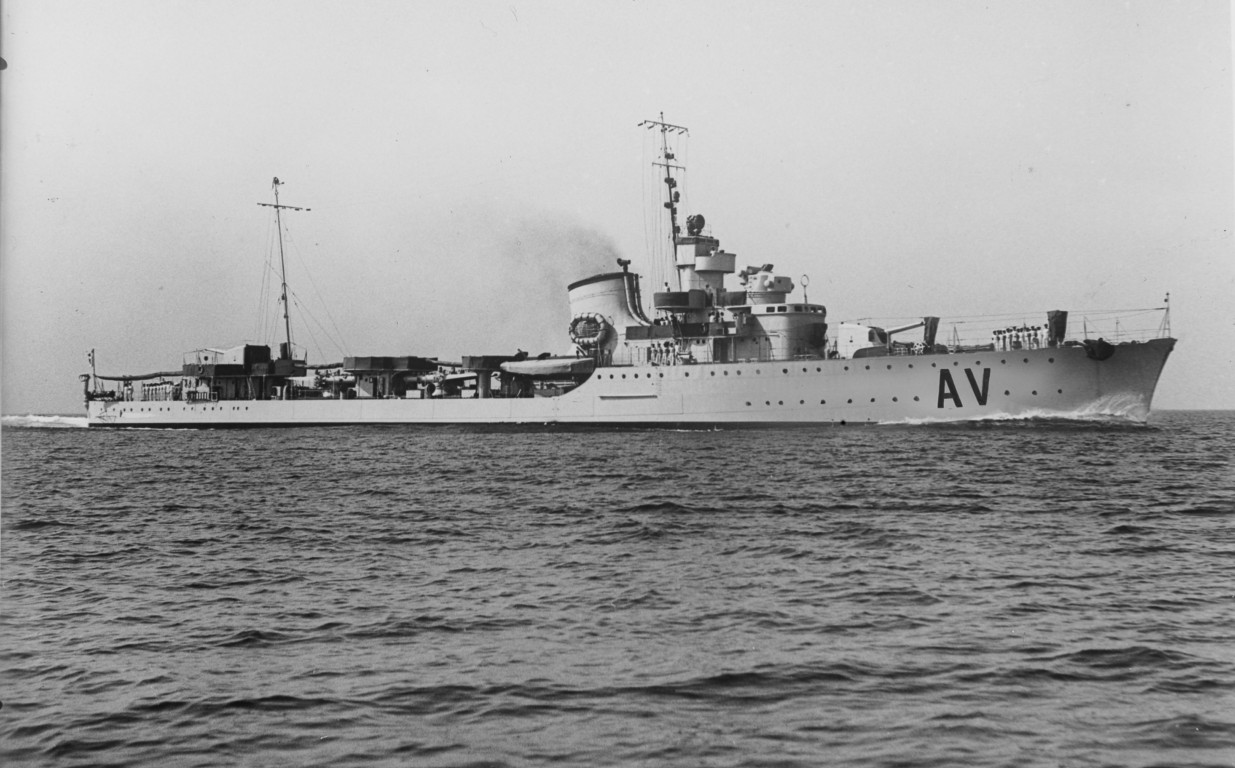
Alfredo Oriani

Výzbroj tvořily čtyři 120mm kanóny ve dvoudělových věžích, čtyři 37mm protiletadlové kanóny, šest 13,2mm kulometů a dva trojhlavňové 533mm torpédomety. K ničení ponorek sloužily dva vrhače hlubinných pum. Plavidla rovněž mohla naložit až 56 min. Pohonný systém tvořily tři kotle a dvě sady turbín o výkonu 48 000 hp, pohánějící dva lodní šrouby. Nejvyšší rychlost dosahovala 38 uzlů. Dosah byl 2190 námořních mil při rychlosti 18 uzlů.

### Modifikace
Na počátku války kulomety nahradilo osm 20mm kanónů. Na přeživších Alfredo Oriani a Vincenzo Gioberti byl později odstraněn jeden torpédomet. Naopak výzbroj byla posílena o jeden 120mm kanón, dva 37mm kanóny, čtyři 20mm kanóny a dva vrhače hlubinných pum.